# Pièces en euro des Pays-Bas

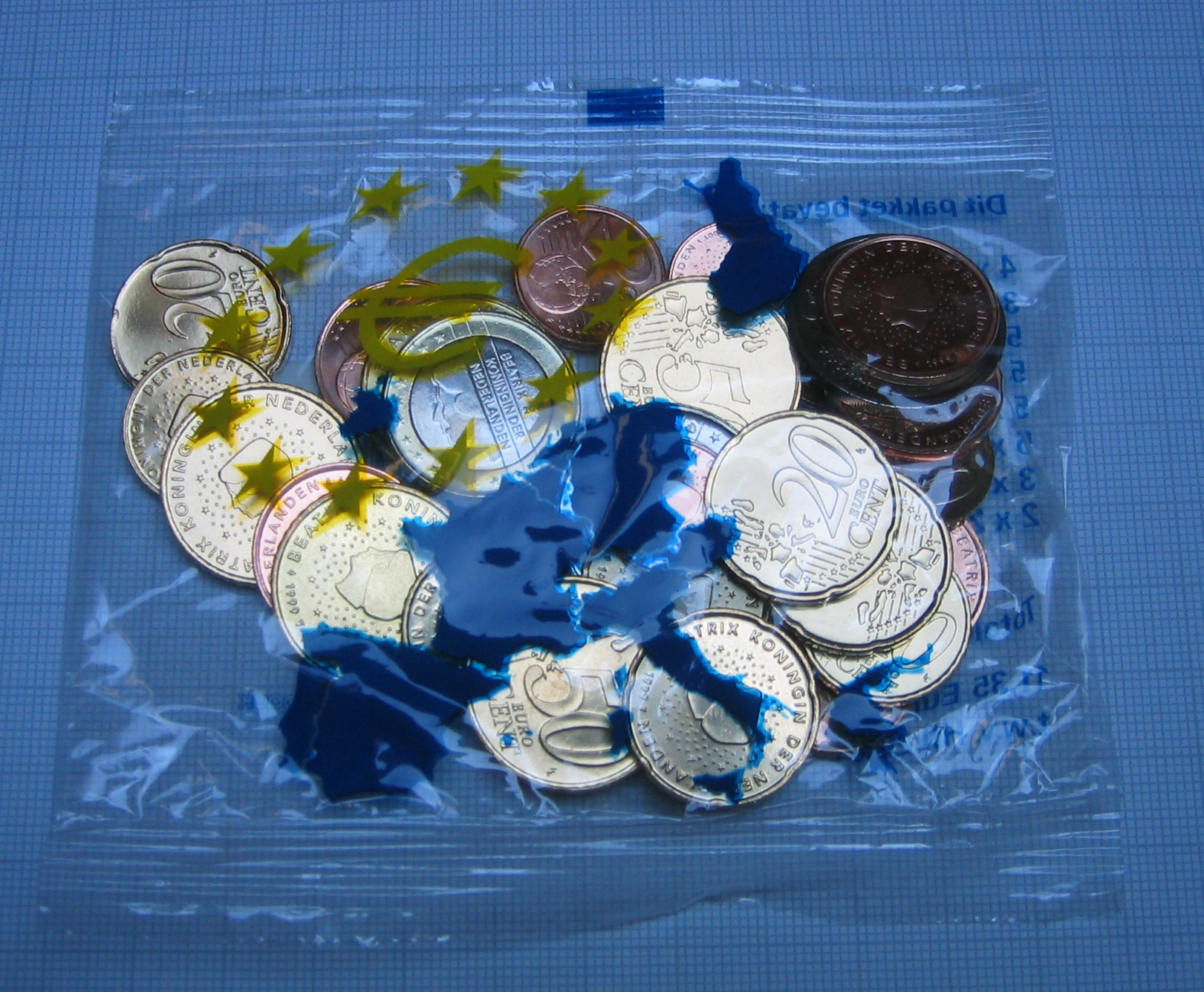
Starter kit néerlandais.

Les pièces en euro des Pays-Bas sont les pièces de monnaie en euro frappées par les Pays-Bas et produites par la Monnaie royale des Pays-Bas. L'euro a remplacé l'ancienne monnaie nationale, le florin néerlandais, le 1er janvier 1999 (entrée dans la zone euro) au taux de conversion de 1 euro = 2,20371 florins. Les pièces en euro néerlandaises ont cours légal dans la zone euro depuis le 1er janvier 2002.

## Pièces destinées à la circulation

### Face commune et spécifications techniques
Comme toutes les pièces en euro destinées à la circulation, les pièces néerlandaises répondent aux spécifications techniques communes et présentent un revers commun utilisé par tous pays de la zone euro. Celui-ci indique la valeur de la pièce. Les Pays-Bas utilisent la deuxième version du revers depuis 2007.

### Faces nationales des pièces courantes
Les huit pièces frappées présentent deux dessins différents. Sur chacun d'eux on peut voir l'effigie du monarque : la reine Beatrix (de 1999 à 2013), puis le roi Willem-Alexander (depuis 2014). Les pièces comportent également le millésime et le titre du monarque ainsi que les douze étoiles du drapeau de l'Union européenne.

#### 1resérie(1999-2013): Beatrix
La série originale a été présentée le 13 mai 1998 par Gerrit Zalm, ministre néerlandais des finances. Le choix a été effectué par une commission spécial appelée « Nederlandse zijde euromuntreeks » parmi les projets présentés par dix artistes. Le projet devait permettre de reconnaître immédiatement le caractère néerlandais des pièces. En outre, la loi imposait que l'effigie et le nom de la souveraine apparaissent sur les pièces.
Le choix s'est porté sur deux projets de Bruno Ninaber van Eyben, qui avait déjà conçu la dernière série de pièces en florin. Cette série fut frappée de 1999 à 2013.
Deux dessins différents sont donc présents sur les pièces néerlandaises :
- Pièces de 1 à 50 centimes : L'effigie stylisée de Beatrix, Reine des Pays-Bas, tournée vers la gauche et entourée de points et des 12 étoiles du drapeau européen. Le pourtour reprend la légende BEATRIX KONINGIN DER NEDERLANDEN (Beatrix Reine des Pays-Bas), complétée en bas par le millésime.
- Pièces de 1 et 2 euros : L'effigie stylisée de Beatrix, Reine des Pays-Bas, tournée vers la gauche et dont la partie arrière est cachée par la légende BEATRIX KONINGIN DER NEDERLANDEN (Beatrix Reine des Pays-Bas), apposée verticalement en 3 lignes. Le millésime est indiqué horizontalement sous le prénom de la reine. Les 12 étoiles du drapeau européen sont apposées sur la moitié gauche de l'anneau extérieur.

À noter que les étoiles européennes n'entourent pas l'ensemble du dessin, comme le veut la recommandation de la Commission européenne du 29 septembre 2003, postérieure à l'adoption de l'euro par les Pays-Bas.
La description des faces nationales des Pays-Bas et des 14 autres pays ayant adopté l'euro fiduciaire en 2002 a été publiée dans le Journal officiel de l'Union européenne, le 28 décembre 2001.
Le premier millésime indiqué sur les pièces est 1999, date du début de la création de l'euro, mais les pièces n'ont été mises en circulation qu'en 2002.
| 1 centime                    | 2 centimes                   | 5 centimes                                                                    |
| ---------------------------- | ---------------------------- | ----------------------------------------------------------------------------- |
|                              |                              |                                                                               |
| Effigie de la reine Beatrix. |                              |                                                                               |
| 10 centimes                  | 20 centimes                  | 50 centimes                                                                   |
|                              |                              |                                                                               |
| Effigie de la reine Beatrix. |                              |                                                                               |
| 1 euro                       | 2 euros                      | Gravure sur la tranche (2 euros)                                              |
|                              |                              |                                                                               |
| Effigie de la reine Beatrix. | Effigie de la reine Beatrix. | Devise « GOD ZIJ MET ONS » (Dieu soit avec nous) une étoile entre chaque mot. |

#### 2esérie(depuis 2014): Willem-Alexander
À la suite de l'abdication de la reine le 30 avril 2013, une nouvelle série de pièces, à l'effigie du roi Willem-Alexander, a été émise à partir de 2014. La nouvelle série a été présentée le 31 octobre 2013 par Frans Weekers, Secrétaire d'État néerlandais aux finances. Elle a été réalisée par Erwin Olaf. L'effigie du roi regarde vers la droite, contrairement à celle présente sur la série précédente, comme le veut la tradition. La série est composée de deux dessins différents :
- Pièces de 1 à 50 cents/centimes : L'effigie stylisée de Willem-Alexander, Roi des Pays-Bas, tournée vers la droite. Un double bandeau traverse verticalement l'effigie avec la légende Willem-Alexander Koning der Nederlanden (Willem-Alexander Roi des Pays-Bas). En bas à gauche, le millésime. Le tout est entouré des 12 étoiles du drapeau européen.
- Pièces de 1 et 2 euros : L'effigie de Willem-Alexander, Roi des Pays-Bas, tournée vers la droite. À droite, un triple double bandeau traverse verticalement la pièce avec, le millésime et, en deux lignes, la légende Willem-Alexander Koning der Nederlanden (Willem-Alexander Roi des Pays-Bas). Le tout est entouré des 12 étoiles du drapeau européen sur l'anneau extérieur.

Les étoiles européennes entourent désormais l'ensemble du dessin, comme le veut la recommandation de la Commission européenne du 29 septembre 2003.
La description de ces nouvelles faces nationales a été publiée dans le Journal officiel de l'Union européenne, le 18 février 2014.
| 1 centime                        | 2 centimes                       | 5 centimes                                                                    |
| -------------------------------- | -------------------------------- | ----------------------------------------------------------------------------- |
|                                  |                                  |                                                                               |
| Effigie du roi Willem-Alexander. |                                  |                                                                               |
| 10 centimes                      | 20 centimes                      | 50 centimes                                                                   |
|                                  |                                  |                                                                               |
| Effigie du roi Willem-Alexander. |                                  |                                                                               |
| 1 euro                           | 2 euros                          | Gravure sur la tranche (2 euros)                                              |
|                                  |                                  |                                                                               |
| Effigie du roi Willem-Alexander. | Effigie du roi Willem-Alexander. | Devise « GOD ZIJ MET ONS » (Dieu soit avec nous) une étoile entre chaque mot. |

### Pièces commémoratives de 2 euros
Les Pays-Bas ont émis leur première pièce commémorative de 2 euros en 2007, à l'occasion du 50e anniversaire du traité de Rome. Ils ont émis leur première pièce commémorative de 2 euros de leur propre initiative en 2011.
| 2007                               | |                          |
| 50e anniversaire du traité de Rome | |                          |
|                                    | Tous les pays de la zone euro, dont les Pays-Bas, ont émis le 25 mars 2007 une pièce commémorative de 2 € pour célébrer le 50e anniversaire du traité de Rome. Le centre de la pièce représente le traité signé par les six États membres fondateurs devant un arrière-plan évoquant le dallage, dessiné par Michel-Ange, de la place du Capitole, à Rome, où le traité a été signé le 25 mars 1957. Le mot EUROPA (Europe) figure au-dessus du livre. La légende VERDRAG VAN ROME (Traité de Rome) et 50 JAAR (50 ans) est inscrite au-dessus du dessin. Le millésime 2007 et le nom du pays émetteur KONINKRIJK DER NEDERLANDEN sont inscrits sous le dessin. L'anneau externe de la pièce comporte les douze étoiles du drapeau européen. |                          |
| Graveur :                          | \| Gravure sur la tranche : \| Date : \| Tirage : \| \| \| 25 mars 2007 \| 6.333 millions de pièces \| |                          |
| Gravure sur la tranche :           | Date : | Tirage :                 |
|                                    | 25 mars 2007 | 6.333 millions de pièces |

| 2009                                                | |                        |
| 10e anniversaire de l'Union économique et monétaire | |                        |
|                                                     | Tous les pays de la zone euro ont émis le 1er janvier une pièce commémorative de 2 € pour célébrer le 10e anniversaire de l'Union économique et monétaire. Le centre de la pièce illustre une silhouette humaine stylisée dont le bras gauche est prolongé par le symbole de l'euro. Le nom du pays émetteur NEDERLAND apparaît dans la partie supérieure, tandis que l'indication 1999-2009 et l'acronyme EMU (pour Economische en Monetaire Unie, Union économique et monétaire ou UEM) apparaissent dans la partie inférieure. L'anneau externe de la pièce représente les douze étoiles du drapeau européen. |                        |
| Graveur : Geórgios Stamatópoulos                    | \| Gravure sur la tranche : \| Date : \| Tirage : \| \| \| 1er janvier 2009 \| 5.3 millions de pièces \| |                        |
| Gravure sur la tranche :                            | Date : | Tirage :               |
|                                                     | 1er janvier 2009 | 5.3 millions de pièces |

| 2011 | |                      |
| 500e anniversaire de l'impression de L'Éloge de la folie par Érasme, humaniste et théologien néerlandais | |                      |
| | Le portrait d'Érasme écrivant son livre et l'effigie de la Reine Beatrix. Entre ces deux images, on trouve l'inscription Beatrix Koningin der Nederlanden (Beatrix Reine des Pays-Bas) placée verticalement en deux lignes et le millésime 2011. L'anneau externe de la pièce comporte les douze étoiles du drapeau européen. |                      |
| Graveur : Dylan Shields                                                                                  | \| Gravure sur la tranche : \| Date : \| Tirage : \| \| \| 24 janvier 2011 \| 4 millions de pièces \| |                      |
| Gravure sur la tranche :                                                                                 | Date : | Tirage :             |
| | 24 janvier 2011 | 4 millions de pièces |

| 2012                                                                         | |              |
| 10e anniversaire de la mise en circulation des billets et des pièces en euro | |              |
|                                                                              | Le dessin au centre de la pièce symbolise la place acquise en dix ans par l'euro, qui est désormais un acteur mondial à part entière, et son importance dans la vie quotidienne, différents aspects étant décrits : les citoyens (représentés par une famille de quatre personnes), le commerce (le bateau), l'industrie (l'usine) et l'énergie (les éoliennes). Le nom du pays émetteur NEDERLAND est apposé en haut de la pièce. L'anneau externe de la pièce comporte les douze étoiles du drapeau européen. |              |
| Graveur : Helmut Andexlinger                                                 | \| Gravure sur la tranche : \| Date : \| Tirage : \| \| \| 13 février 2012 \| 3.5 millions \| |              |
| Gravure sur la tranche :                                                     | Date : | Tirage :     |
|                                                                              | 13 février 2012 | 3.5 millions |

| 2013                                                                                 | |                       |
| Abdication de la Reine Beatrix et l'accession au trône de son fils, Willem-Alexander | |                       |
|                                                                                      | Le double portrait de la Reine Beatrix et du Prince Willem-Alexander. Le tout est entouré par la légende WILLEM-ALEXANDER PRINS VAN ORANJE (Willem-Alexander Prince d'Orange), BEATRIX KONINGIN DER NEDERLANDEN (Beatrix Reine des Pays-Bas) et le millésime 2013 (en bas, au centre). La date de l'annonce de l'abdication est indiquée au centre sous les portraits : 28 januari (28 janvier). L'anneau extérieur de la pièce comporte les douze étoiles du drapeau européen. |                       |
| Graveur : Pannos Goutzemisis                                                         | \| Gravure sur la tranche : \| Date : \| Tirage : \| \| \| Février 2013 \| 20 millions de pièces \| |                       |
| Gravure sur la tranche :                                                             | Date : | Tirage :              |
|                                                                                      | Février 2013 | 20 millions de pièces |

| 2013                                      | |                          |
| 200e anniversaire du Royaume des Pays-Bas | |                          |
|                                           | Les silhouettes des visages des 7 souverains néerlandais formés par un ruban (du plus grand au plus petit) : Willem-Alexander, Beatrix, Juliana, Wilhelmine, Guillaume III, Guillaume II et Guillaume Ier. Autour du dessin, le nom du roi et son titre WILLEM-ALEXANDER KONING DER NEDERLANDEN (Willem-Alexander Roi des Pays-Bas). À gauche, la légende 200 JAAR KONINKRIJK (200 ans du Royaume). En bas, le millésime 2013. L'anneau externe de la pièce comporte les douze étoiles du drapeau européen. |                          |
| Graveur : Roosje Klap Claudia Linders     | \| Gravure sur la tranche : \| Date : \| Tirage : \| \| \| Novembre 2013 \| 3.538 millions de pièces \| |                          |
| Gravure sur la tranche :                  | Date : | Tirage :                 |
|                                           | Novembre 2013 | 3.538 millions de pièces |

| 2014                                       | |                         |
| Accession au trône du Roi Willem-Alexander | |                         |
|                                            | Le double portrait du Roi Willem-Alexander et de sa mère, la Princesse Beatrix. Le tout est entouré par la légende WILLEM-ALEXANDER KONING DER NEDERLANDEN (Willem-Alexander Roi des Pays-Bas), BEATRIX PRINCES DER NEDERLANDEN (Beatrix Princesse des Pays-Bas) et le millésime 2014 (en bas, au centre). L'anneau extérieur de la pièce comporte les douze étoiles du drapeau européen. |                         |
| Graveur :                                  | \| Gravure sur la tranche : \| Date : \| Tirage : \| \| \| 29 avril 2014 \| 5.291 million de pièces \| |                         |
| Gravure sur la tranche :                   | Date : | Tirage :                |
|                                            | 29 avril 2014 | 5.291 million de pièces |

| 2015                                 | |                     |
| 30e anniversaire du drapeau européen | |                     |
|                                      | Le drapeau européen dessiné grossièrement, entouré par douze bonshommes stylisés. En haut à droite, le nom du pays émetteur NEDERLAND suivi des années 1985-2015. L'anneau externe de la pièce comporte les douze étoiles du drapeau européen. |                     |
| Graveur : Geórgios Stamatópoulos     | \| Gravure sur la tranche : \| Date : \| Tirage : \| \| \| Octobre 2015 \| 1 million de pièces \| |                     |
| Gravure sur la tranche :             | Date : | Tirage :            |
|                                      | Octobre 2015 | 1 million de pièces |

| 2022                                                | |
| 35e anniversaire du programme Erasmus, créé en 1987 | |
|                                                     | Tous les pays de l'Union européenne utilisant l'euro émettent une pièce de 2 euros commémorative pour le 35e anniversaire du programme Erasmus. Le philosophe, humaniste et théologien néerlandais Érasme écrivant, d'après le tableau Desiderius Erasmus de Hans Holbein le Jeune, entouré d'une série de lien formant des étoiles et le nombre 35. Sur son flanc, les années 1987-2022 et les mots ERASMUS PROGRAMMA. Devant sa poitrine, la mention du pays émetteur NL. L'anneau externe de la pièce comporte les douze étoiles du drapeau européen. |
| Graveur : Joaquin Jimenez                           | \| Gravure sur la tranche : \| Tirage : \| \| \| 570 000 pièces \| |
| Gravure sur la tranche :                            | Tirage : |
|                                                     | 570 000 pièces |

### Tirage des pièces de circulation courante
|     | 1999 | 2000 | 2001 | 2002 | 2003 | 2004 | 2005 | 2006 | 2007 | 2008 | 2009 | 2010 | 2011 | 2012 | 2013 | 2014 | 2015 |
| 1c  | oui  | oui  | oui  | oui  | oui  | oui  | oui  | oui  | oui  | oui  |      |      |      |      |      |      |      |
| 2c  | oui  | oui  | oui  | oui  | oui  | oui  | oui  | oui  | oui  | oui  |      |      |      |      |      |      |      |
| 5c  | oui  | oui  | oui  | oui  | oui  | oui  | oui  | oui  | oui  | oui  |      |      |      |      |      |      |      |
| 10c | oui  | oui  | oui  | oui  | oui  | oui  | oui  | oui  | oui  | oui  |      |      |      |      |      |      |      |
| 20c | oui  | oui  | oui  | oui  | oui  | oui  | oui  | oui  | oui  | oui  |      |      |      |      |      |      |      |
| 50c | oui  | oui  | oui  | oui  | oui  | oui  | oui  | oui  | oui  | oui  |      |      |      |      |      |      |      |
| 1 € | oui  | oui  | oui  | oui  | oui  | oui  | oui  | oui  | oui  | oui  |      |      |      |      |      |      |      |
| 2 € | oui  | oui  | oui  | oui  | oui  | oui  | oui  | oui  | oui  | oui  |      |      |      |      |      |      |      |

### Particularité néerlandaise
Comme la Finlande, les Pays-Bas ont décidé de ne plus utiliser les pièces de 1 et de 2 cents, à partir du 1er septembre 2004. Les sommes sont donc arrondies aux 5 cents les plus proches. Cependant ces pièces sont toujours officielles et émises par la Monnaie royale des Pays-Bas, essentiellement pour les collectionneurs.

## Pièces de collection
Les Pays-Bas émettent également plusieurs pièces de collection par an qui ne peuvent être utilisées dans les autres pays.